# 肥前大浦テレビ中継局
肥前大浦テレビ中継局（ひぜんおおうらテレビちゅうけいきょく）は、佐賀県唐津市に置かれているテレビ中継局である。

## 概要
- 当テレビ中継局は、唐津市の旧東松浦郡肥前町南西部に置かれ、肥前町大浦地区などへ電波を発射している。

## 置局住所
- 唐津市肥前町大字満越字樋口262-29

## 送信施設概要

### 地上デジタルテレビ放送
| リモコンキーID | 放送局名          | 物理チャンネル | 空中線電力 | ERP   | 放送対象地域 | 放送区域内世帯数 |
| 1              | NHK佐賀総合テレビ | 29ch           | 300mW      | 1.15W | 佐賀県       | 432世帯          |
| 2              | NHK佐賀教育テレビ | 30ch           | 300mW      | 1.1W  | 全国         | 432世帯          |
| 3              | stsサガテレビ     | 26ch           | 300mW      | 1.15W | 佐賀県       | 432世帯          |

- 2010年4月30日に予備免許交付、5月26日から6月13日まで試験放送実施、6月8日に本免許交付され、6月14日から本放送開始。

### 地上アナログテレビ放送
| 放送局名          | チャンネル | 空中線電力        | ERP               | 放送対象地域 | 放送区域内世帯数 |
| NHK佐賀教育テレビ | 45ch       | 映像3W /音声750mW | 映像10W /音声2.5W | 全国         | 約-世帯          |
| NHK佐賀総合テレビ | 47ch       | 映像3W /音声750mW | 映像10W /音声2.5W | 佐賀県       | 約-世帯          |
| stsサガテレビ     | 61ch       | 映像3W /音声750mW | 映像10W /音声2.5W | 佐賀県       | 約-世帯          |

- 1975年2月22日　NHKアナログテレビ開局
- 1985年12月21日　STS（サガテレビ）アナログテレビ開局
- 2011年7月24日で廃局。

## 偏波面
- 水平偏波